# Karabinjer
Karabinjer (italijansko carabiniere, včasih lokalno orožnik) je pripadnik elitnega korpusa italijanske vojske.
Karabinjer je bil v preteklosti: 
- vojak, navadno konjenik oborožen s karabinko, npr. v Franciji v 19. stoletju,
- španski obmejni vojak

Karabinjerji v Italiji so podrejeni ministrstvu za obrambo in imajo vlogo vojaške policije, četudi pogosto izvajajo civilne naloge. 